# Мирис, Франс ван (старший)
Франс ван Мирис, Франс Янс ван Мирис Старший (нидерл. Frans van Mieris, Frans Jansz van Mieris, Frans van Mieris de Oudere; 16 апреля 1635, Лейден — 12 марта 1681, Лейден) — голландский живописец, один из малых голландцев. Мастер небольших картин бытового и портретного жанров на интимные, камерные сюжеты, стиль, которых близок произведениям Яна Вермеера Делфтского, Питера де Хоха, Герарда Треборха, Габриеля Метсю. Представитель позднего периода «Золотого века голландской живописи».
Франс Янс был старшим в семье потомственных живописцев из Лейдена. Его сыновья — Ян ван Мирис (1660—1690) и Виллем ван Мирис (1662—1747) также стали живописцами. Внук — сын Виллема — Франс ван Мирис Младший (1689—1763) — живописец, гравёр, нумизмат и историк.

## Биография
Франс ван Мирис был сыном ювелира и огранщика бриллиантов Яна Бастианса ван Мириса из Лейдена, Южная Голландия. Отец хотел научить его собственному ремеслу, но Франс предпочитал рисование и учился сначала у своего двоюродного брата, ювелира Виллема Франсона, затем у художника по стеклу Абрахама Торенвлита и его сына Якоба, основателя «Лейденской академии рисунка» (Leidse Tekenacademie). В 1650 году Франс перешёл в обучение к известному живописцу Герарду Доу, крупнейшему представителю лейденской художественной школы «тонкой живописи» (Leiden fijnschilder manner). Художники «тонкой манеры» возродили технику старых нидерландских мастеров эпохи братьев ван Эйк: их маленькие картины, написанные на деревянных досках или медных пластинах, отличаются исключительной передачей мельчайших деталей и иллюзорностью изображения.
В 1658 году Мирис был принят в лейденскую Гильдию Святого Луки, в 1663 и 1664 годах он — её капитан и в 1665 — декан. В 1657 году художник женился на Кунере ван дер Кок. В этом браке у супругов было пятеро детей, из которых двое сыновей — Ян и Виллем ван Мирис стали известными художниками.
Франс ван Мирис был хорошим другом живописца Яна Стена. Ван Мирис уже при жизни был известен за пределами Нидерландов. Среди его покровителей были лейденский профессор-физиолог Франциск Сильвий де ле Боэ, император Священной Римской империи Леопольд I, великий герцог Тосканы Козимо III Медичи, который посетил его мастерскую в 1668 или 1669 году. В 1699 году Франс ван Мирис продал шесть картин Августу II Сильному, королю Польскому (1670—1733).
Однако Мирис потерял большую часть своего богатства из-за алкоголя и неэффективного управления своим состоянием. Франс ван Мирис был похоронен в Питерскерк (церкви Святого Петра) в Лейдене. Его последователем стал Адриан ван дер Верфф.

## Искусство
Картины Франса ван Мириса, как правило, очень небольшого размера (20—30 см), с самого начала хорошо оплачивались, и даже после его смерти они оставались одними из самых желанных произведений искусства, когда-либо созданных в Нидерландах. Знатоков покоряла тонкость живописи, тщательная отделка деталей и «блестящая яркость» красочной поверхности «тонкой лейденской манеры» (Leiden fijnschilder manner). Изучая миниатюрные картины Мириса, «жемчужины мировой живописи», поражаешься как этот художник «писал холодный свет и тёплые тени на шёлке и бархате, и трудно не поймать себя на мысли о том, что ни Антуан Ватто, ни импрессионисты, в сущности, ничего не открыли».
Однако Мирис творил в относительно поздний период «золотого века» и в его произведениях заметны черты кризисного маньеризма.
Значительные собрания работ Франса ван Мириса хранятся в картинной галерее Гааги и в мюнхенской Старой пинакотеке. В санкт-петербургском Эрмитаже имеется пять картин Франса Мириса.

## Галерея

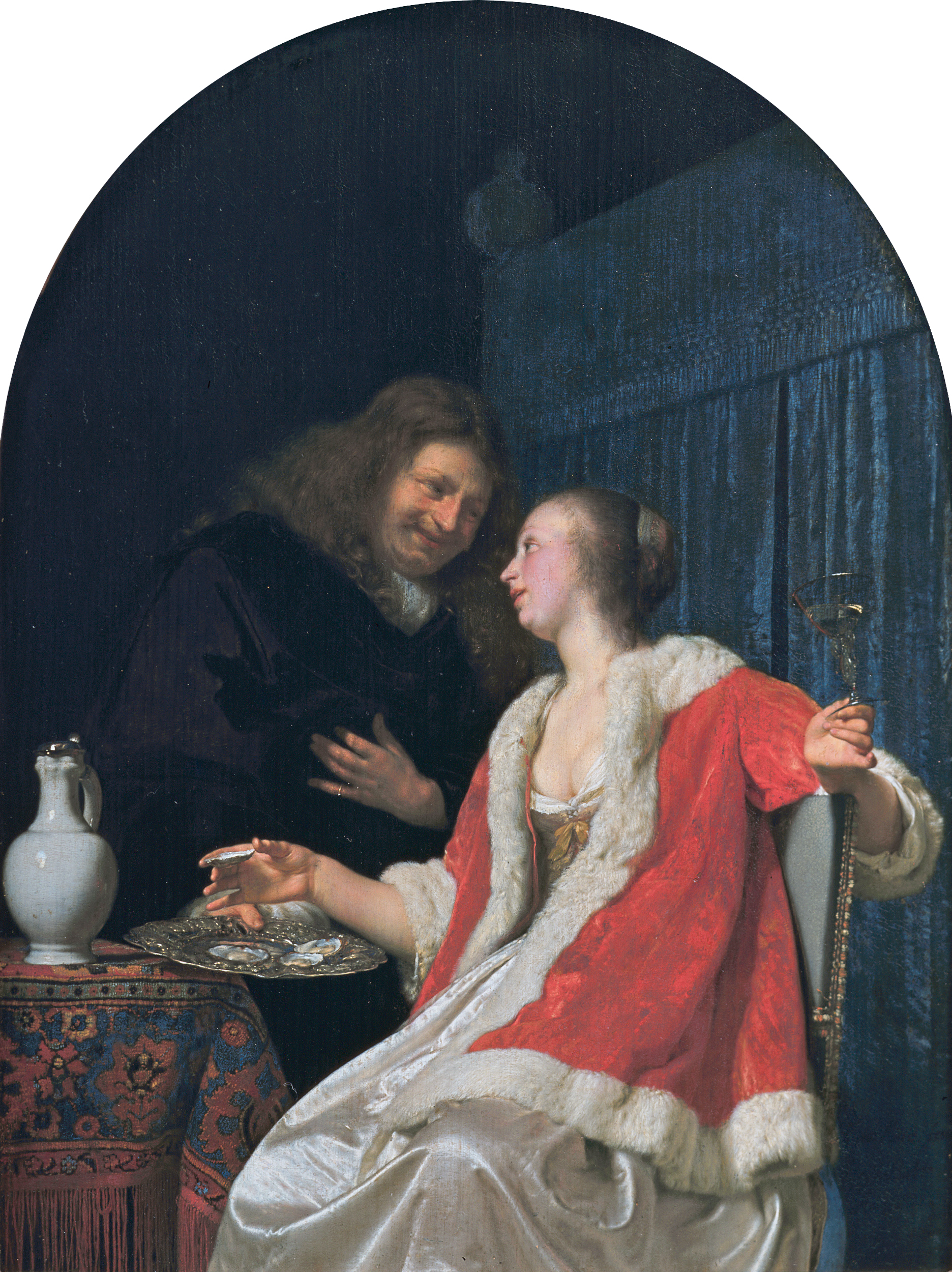
Обед из устриц. 1661. Дерево, масло. Маурицхёйс, Гаага
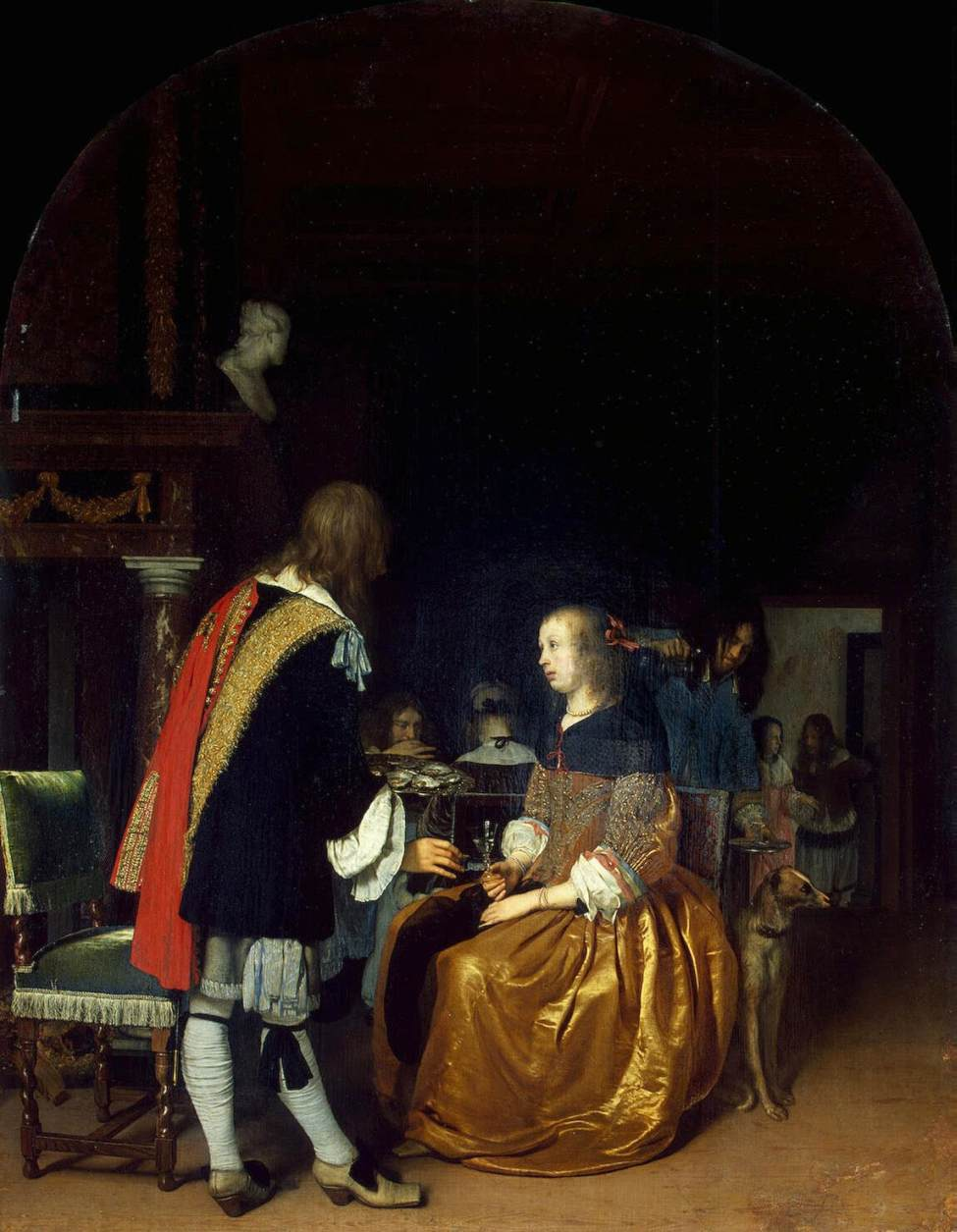
Едоки устриц. 1659. Дерево, масло. Государственный Эрмитаж, Санкт-Петербург
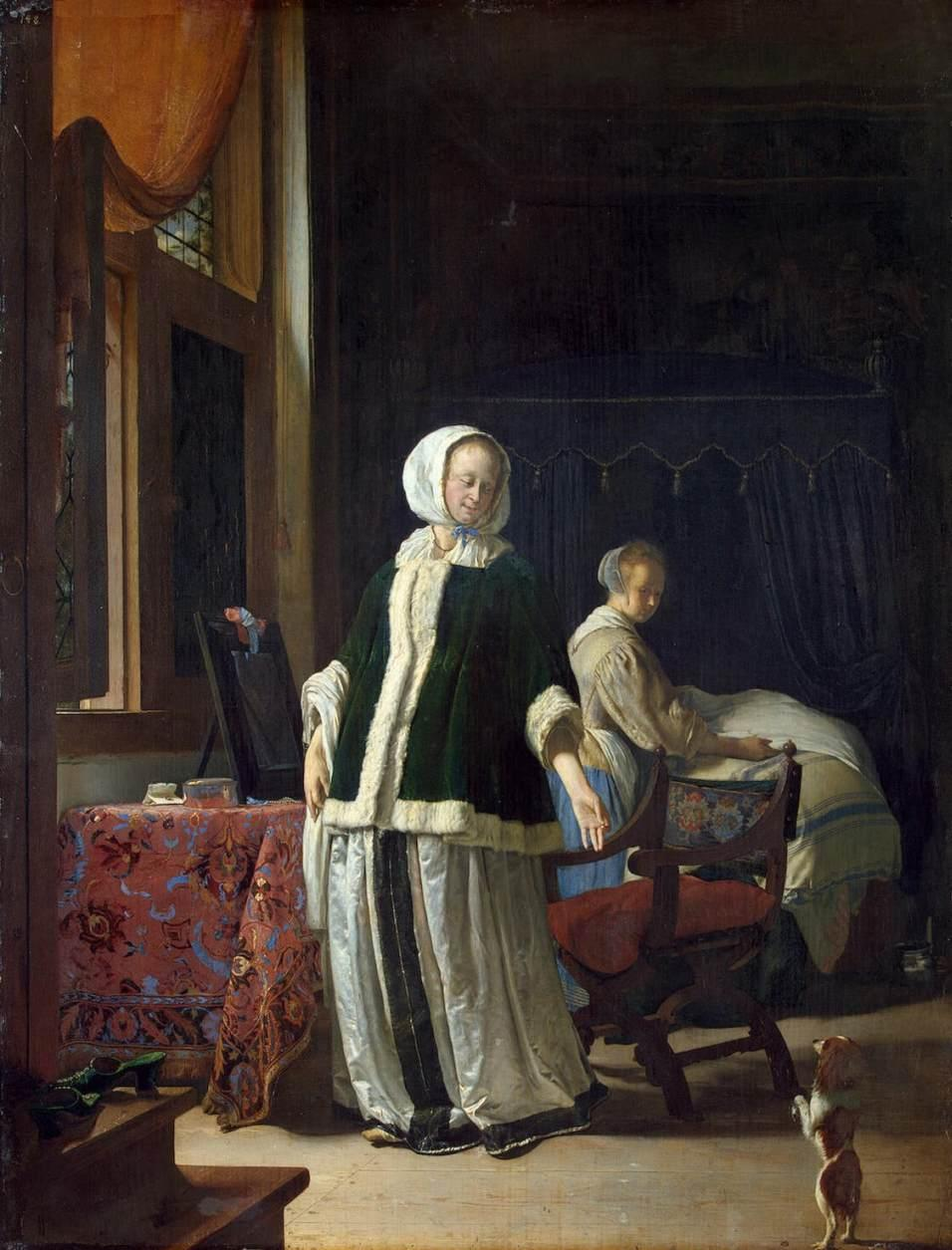
Утро молодой дамы. Ок. 1660. Дерево, масло. Государственный Эрмитаж, Санкт-Петербург
Женщина, нанизывающая жемчуг. 1658. Дерево, масло. Музей Фабра, Монпелье
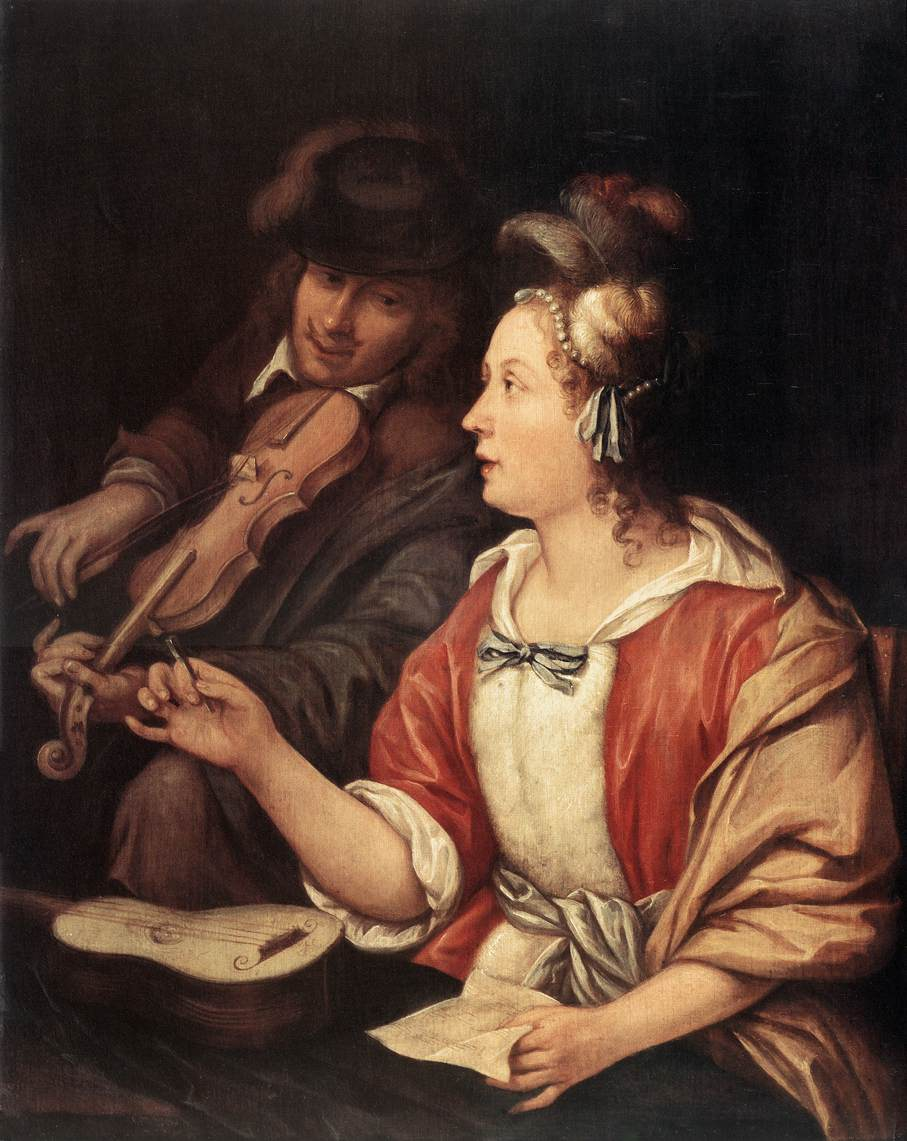
Урок музыки. Дерево, масло. Национальный музей Сербии, Белград
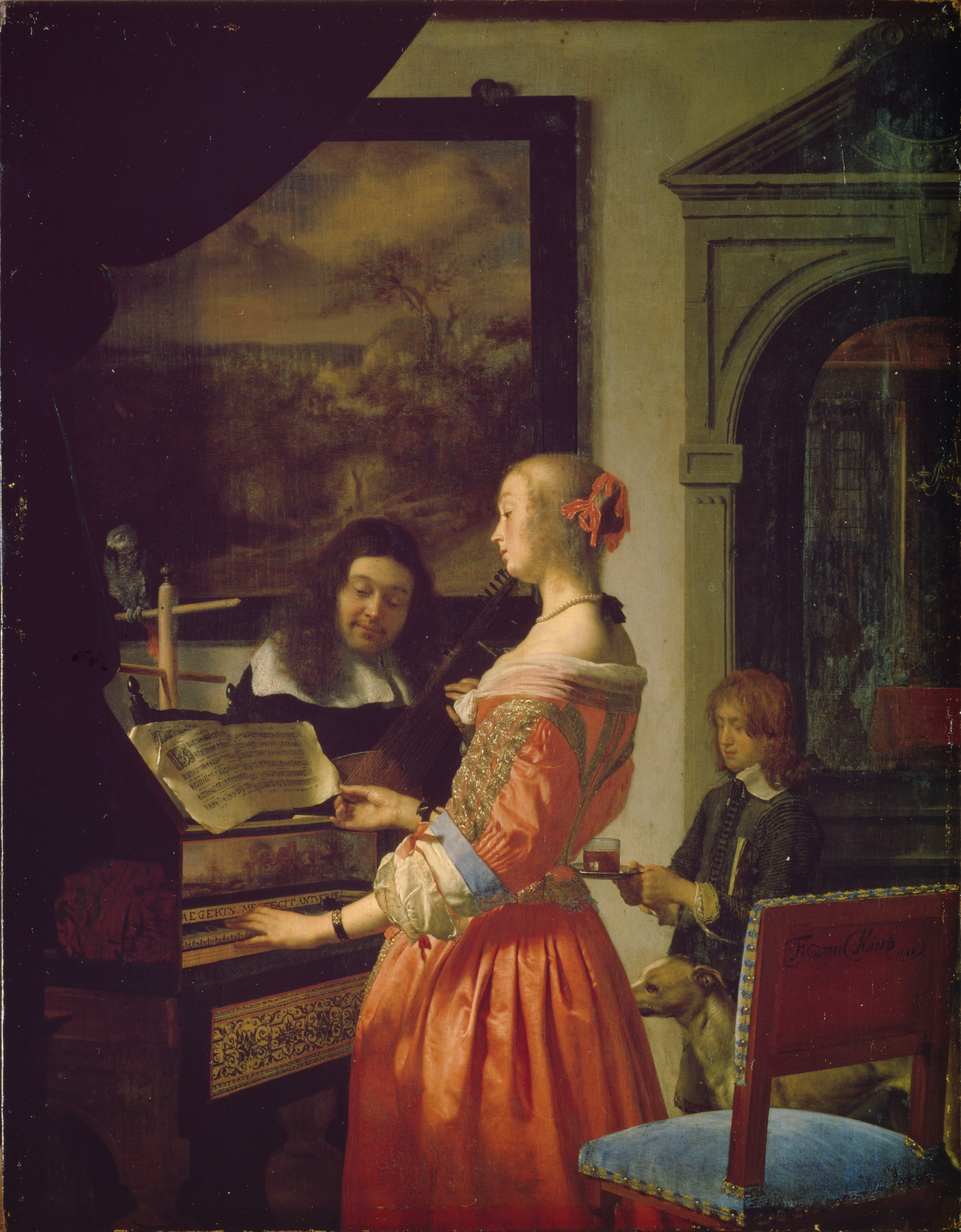
Дама у клавикордов. 1658. Дерево, масло. Художественный музей Шверина, Германия
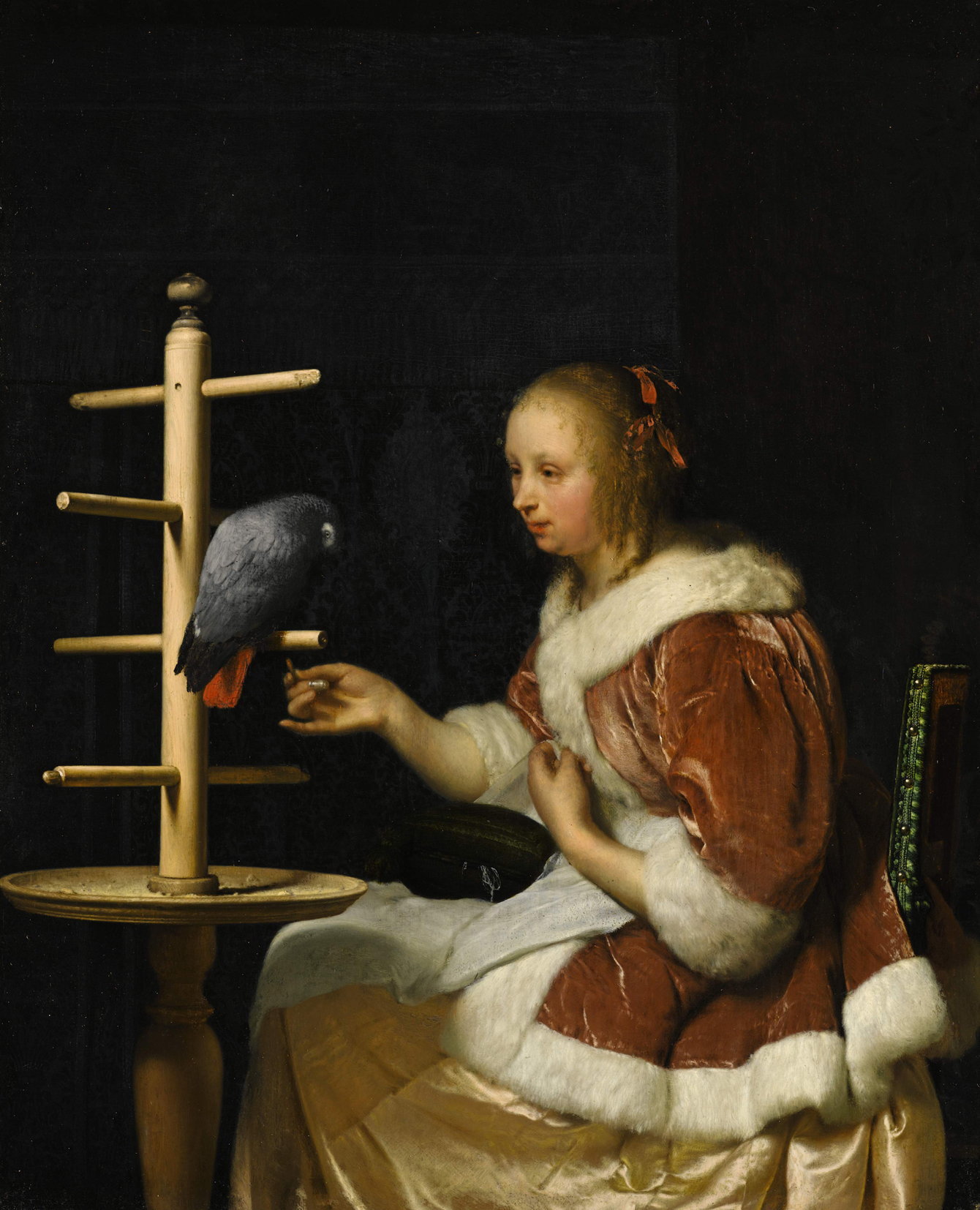
Молодая женщина в красной куртке кормит попугая. 1663. Дерево, масло. Частное собрание
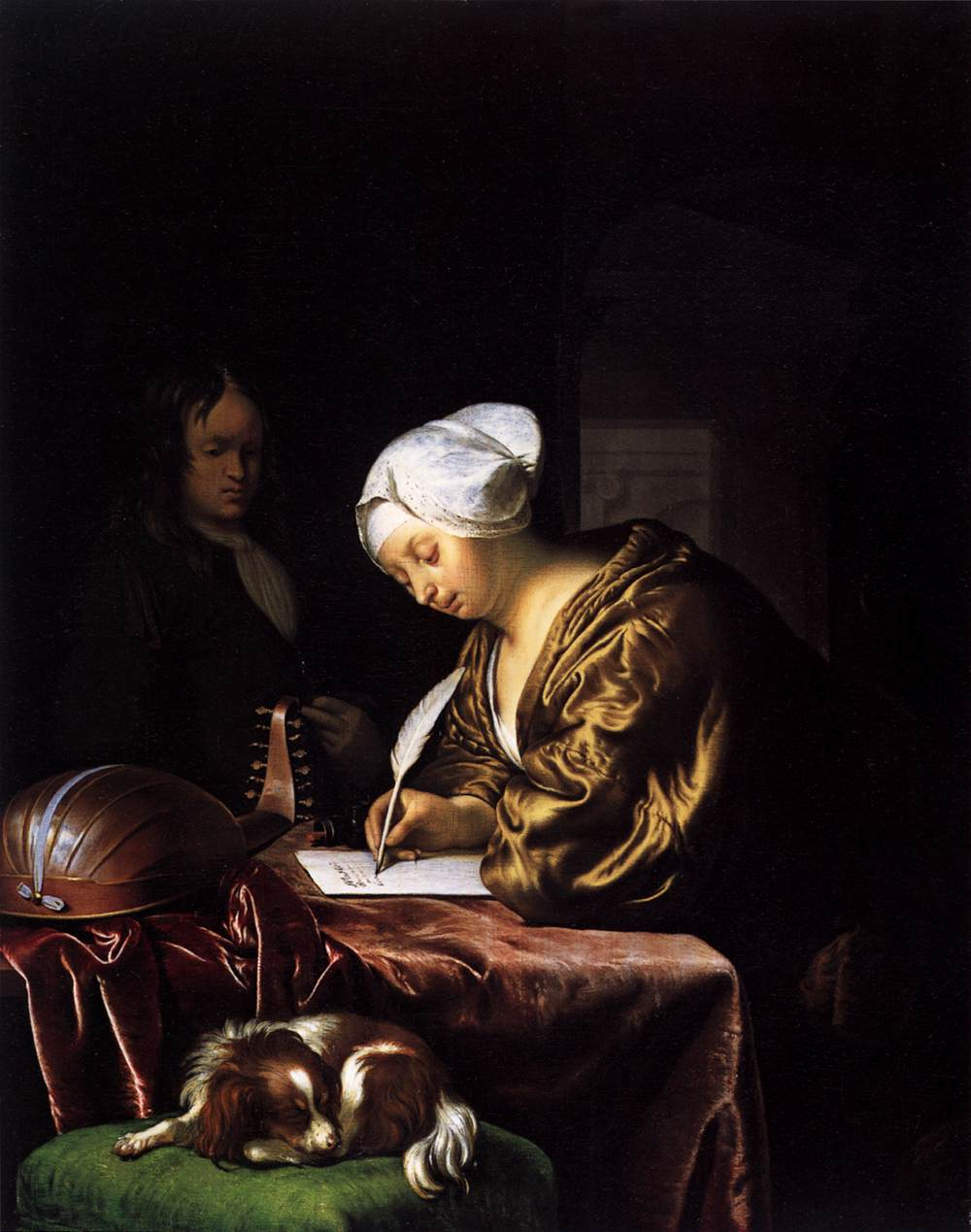
Женщина, пишущая письмо. 1680. Дерево, масло. Рейксмюсеум, Амстердам
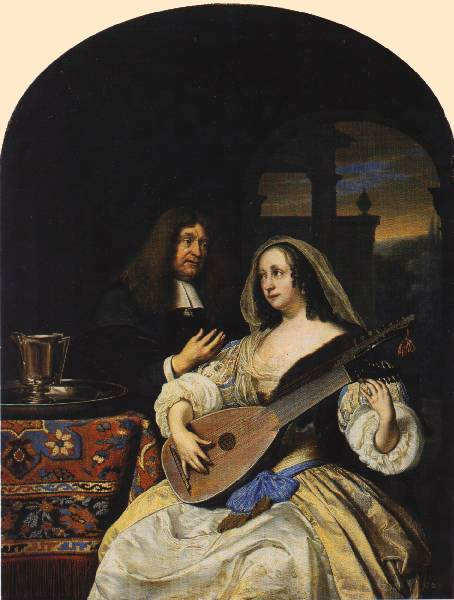
Портрет Франциска Сильвия де ле Боэ и его жены. 1672. Дерево, масло. Галерея старых мастеров, Дрезден
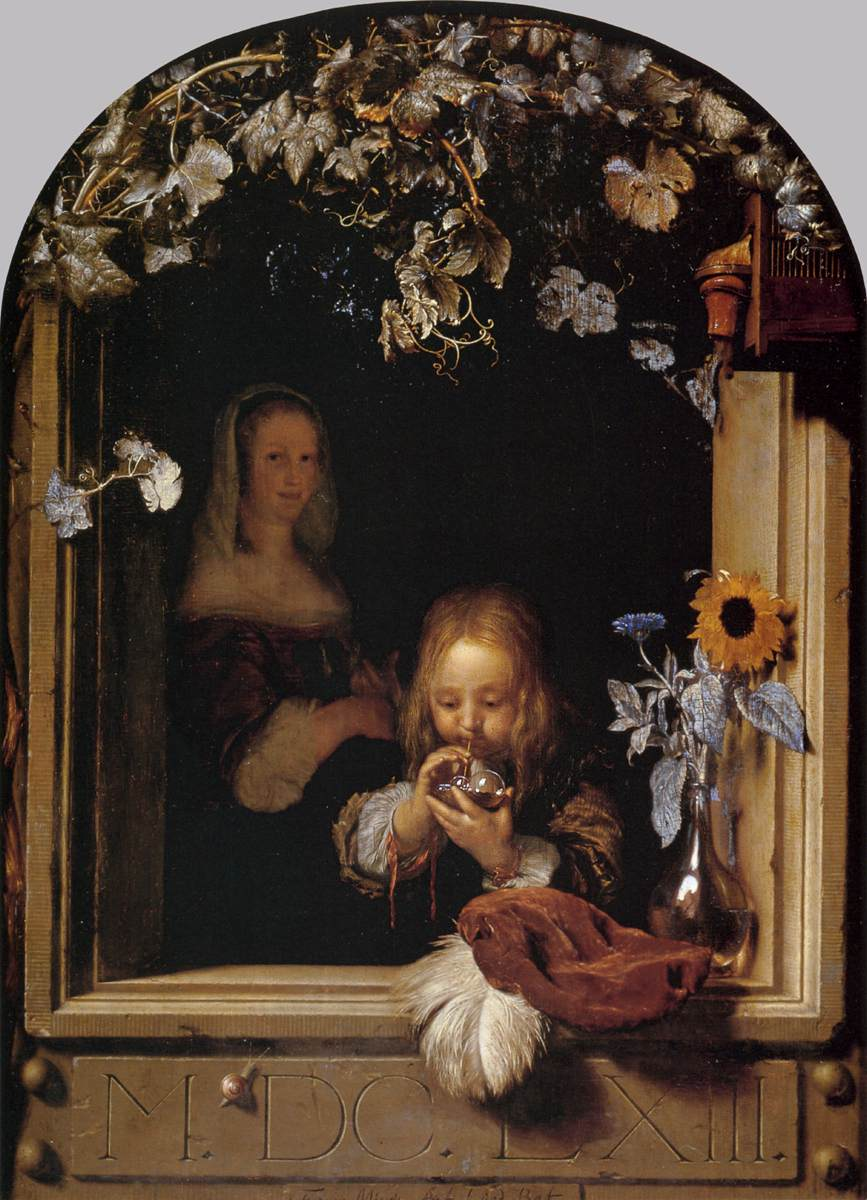
Мальчик, пускающий пузыри. 1663. Дерево, масло. Галерея принца Виллема V, Гаага
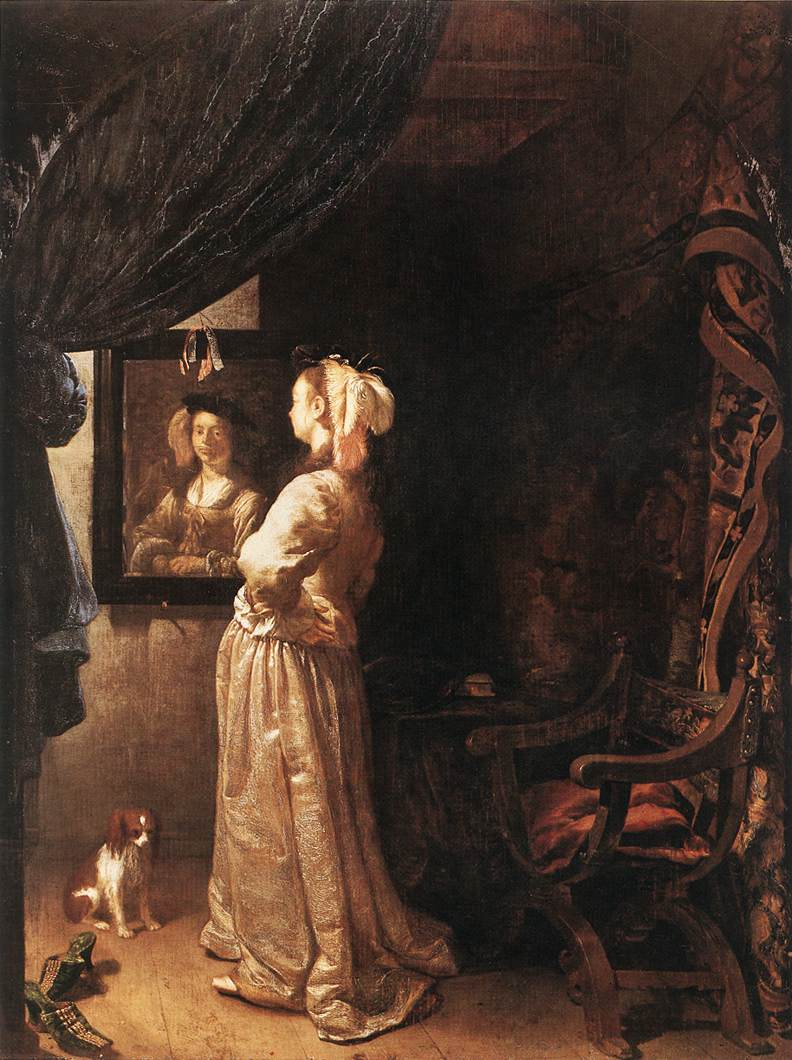
Женщина перед зеркалом. Ок. 1670. Дерево, масло. Старая Пинакотека, Мюнхен